# Colada morada
La colada morada est une boisson qui fait partie de la culture culinaire de l’Équateur avec les guaguas de pan. C'est un liquide violet et épais préparé avec des fruits typiques de l'Équateur, des épices et de la farine de maïs.

## Tradition et histoire
Cette boisson est traditionnellement consommée le 2 novembre, jour des morts ou « jours des morts », avec les soi-disant guaguas de pan (pain de saveur inhabituelle et garnitures variées ayant la forme d'une poupée, d'où le nom) qui sont des représentations des morts enveloppés dans une couverture.
L'origine de cette boisson remonte à l'ère précolombienne où les peuples ancestraux étaient liés à la récolte et à la plantation comme synonymes de vie et de mort. Par conséquent, les peuples autochtones des hautes terres équatoriennes ont célébré la saison des pluies et ont rendu hommage à leurs proches décédés. Être la pourpre comme symbole d'un voyage heureux de la vie à la mort.[pas clair] Pour la même raison, ils ont exhumé leurs morts et partagé avec eux cette boisson traditionnelle. La culture Quitu-Cara est un bon exemple dans lequel ils ont célébré avec le lavis pourpre basé sur le sang des lamas[pas clair].
Après avoir été colonisés par les Espagnols, la tradition a été adoptée par eux et ils l'ont transformée en une offrande religieuse. À leur arrivée, ils ont apporté des produits comme le blé, avec ce produit comme base, ils ont créé les guaguas (signifiant « enfants » en langue kichwa) de pain que nous connaissons maintenant. et ils ont supplanté les tortillas zapallo cuites dans la marmite que les Indiens mangeaient couramment lors de ces célébrations. La forme pyramidale des guaguas de pan leur permet d'être facilement insérés dans les tombes et urnes funéraires des cimetières, afin de pouvoir les laisser comme offrande aux défunts.[pas clair]
Bien que la tradition soit de le manger le jour des morts, sa consommation est généralement commercialisée aux mois d’octobre et novembre.

## Ingrédients
La colada morada est principalement préparé avec de la farine de maïs violette, ce qui lui donne sa consistance épaisse et accentue la couleur qui donne son nom à cette boisson. Certaines personnes, au lieu de la farine de maïs, utilisent la fécule de maïs, des fruits comme le naranjilla, l'ananas, la fraise, le babaco, la goyave, la mûre ou le mortiño (bleuet sauvage du paramo andin). Il contient également une série d'herbes aromatiques et d'écorces, tels que cannelle, clou de girofle, ishpingo, poivron doux, feuille d'oranger, verveine citronnée, cèdre, entre autres. Et pour édulcorer, on utilise du sucre ou de la panela.

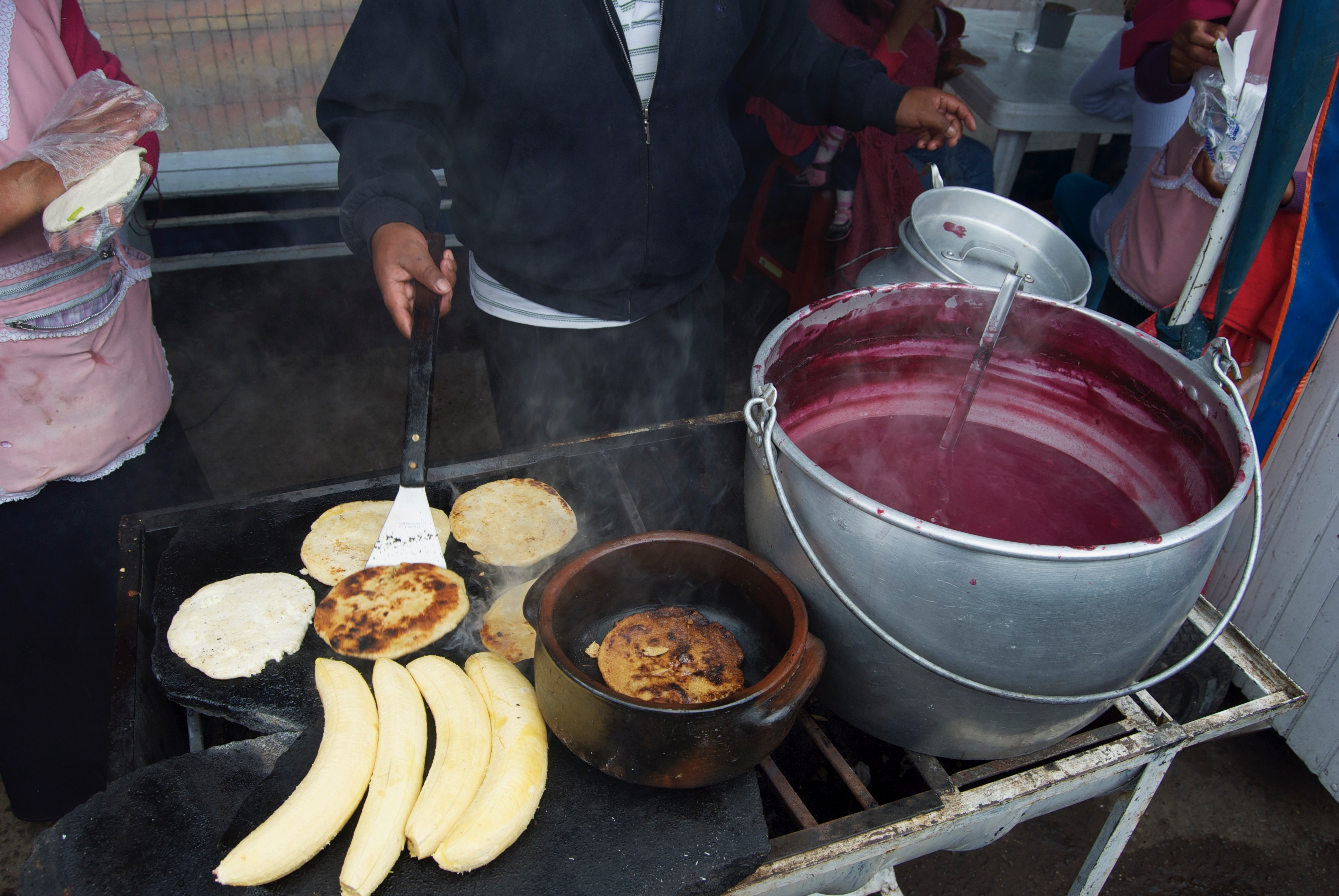
Préparation de la boisson dans une marmite en acier.
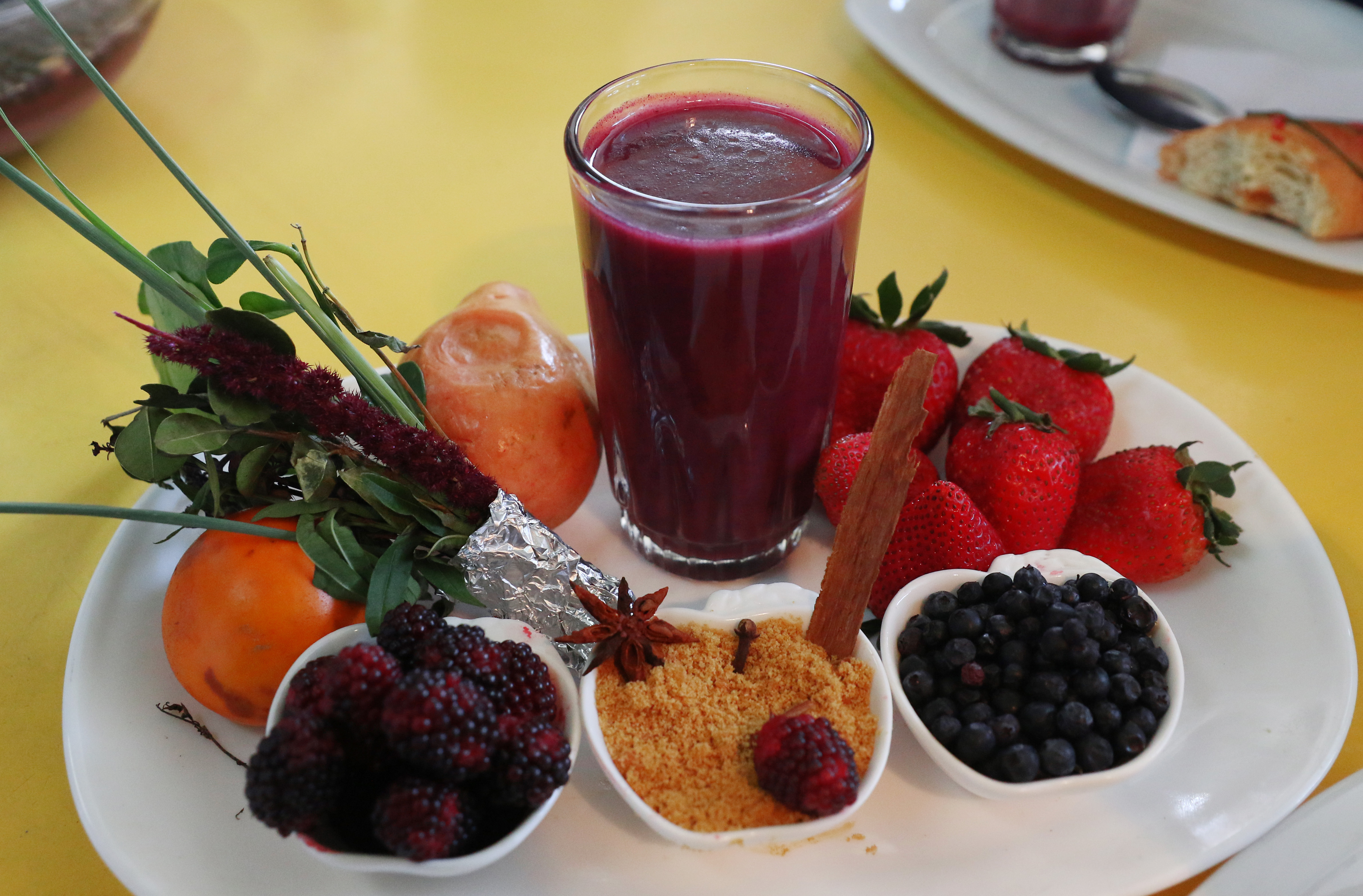
Colada morada préparée avec décorations.